# Buchov (Postupice)
Buchov (Duits: Buchau of Buchau bei Postupitz) is een Tsjechische plaats in de gemeente Postupice, regio Midden-Bohemen, en maakt deel uit van het district Benešov. Het dorp ligt op 4,5 kilometer afstand van Postupice.
Buchov telt 27 inwoners (2021).

## Etymologie
De naam Buchov betekende oorspronkelijk Buchs hof. Waarschijnlijk is Buchov vernoemt naar de oudere plaats Buchov bij Votice, waar een fort stond van Zbyněk z Buchov, een van de oorspronkelijke vier commandanten van Tábor. Het is mogelijk dat de stichters van dit hof van het fort bij Votice kwamen.

## Geschiedenis
De eerste schriftelijke vermelding van het dorp dateert van 1413, toen een zekere Beneš z Buchov genoemd werd. Samen met Holčovice en delen in Čestín, Lažany en Veliš, vormde het een zelfstandig landgoed.
In 1589 was Buchov eigendom van Jan Sladký z Peclinovec. Daarna ging het bezit over op de familie Chobotský z Ostředek. In 1693 verkocht Rudolf z Talmberk Buchov en Postupice, samen met een deel van het landgoed Jankov, aan zijn broer Jan, die bisschop was van het bisdom Hradec Králové. Zijn neef, Jan František z Talmberk, die het bezit erfde, verkocht Postupice in 1699 aan Ferdinand František z Říčany, die het op zijn beurt in 1717 weer doorverkocht aan František Adam z Trautmannsdorff.
Tot 1849 maakte Buchov deel uit van Jemniště. Na de afschaffing van het feodalisme in datzelfde jaar, werd Buchov ingedeeld bij de nieuw ontstane gemeente Čelivo. Sinds 1960 is Buchov volledig ondergebracht bij het district Benešov. In 1970 werd Buchov ingedeeld bij de gemeente Postupice.

## Verkeer en vervoer

### Autowegen
Er leidt een regionale weg naar het dorp.

### Spoorlijnen
Er is geen station in Buchov. Het dichtbijzijnde station is in Postupice, meer bepaald in Lísek, op zo'n zeven kilometer afstand. Dat station ligt aan spoorlijn 222 Benešov - Vlašim - Trhový Štěpánov. De lijn is enkelsporig en werd tussen Benešov en Vlašim in 1895 geopend.

### Buslijnen
Er is geen bushalte in het dorp. De dichtstbijzijnde bushalte is in Čelivo, op 1,5 kilometer afstand:
| Halte             | Lijn(en)    | Traject(en)                                          | Vervoerder(s)            |
| ----------------- | ----------- | ---------------------------------------------------- | ------------------------ |
| Postupice, Čelivo | 455 750 758 | Benešov - Tábor Benešov - Načeradec Benešov - Vlašim | Comett Plus CŠAD Benešov |

## Bezienswaardigheden
- Dorpskapel

## Galerij

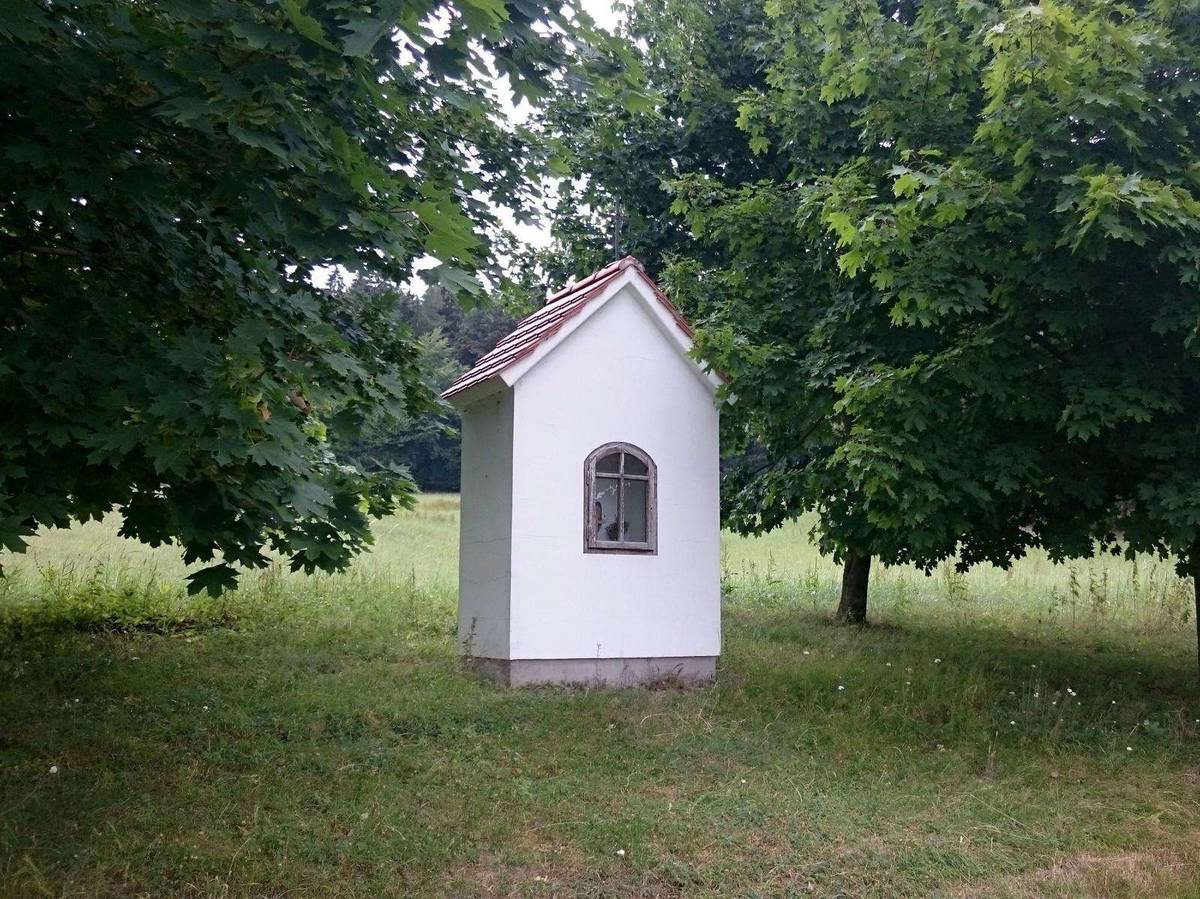
Dorpskapel (2021)
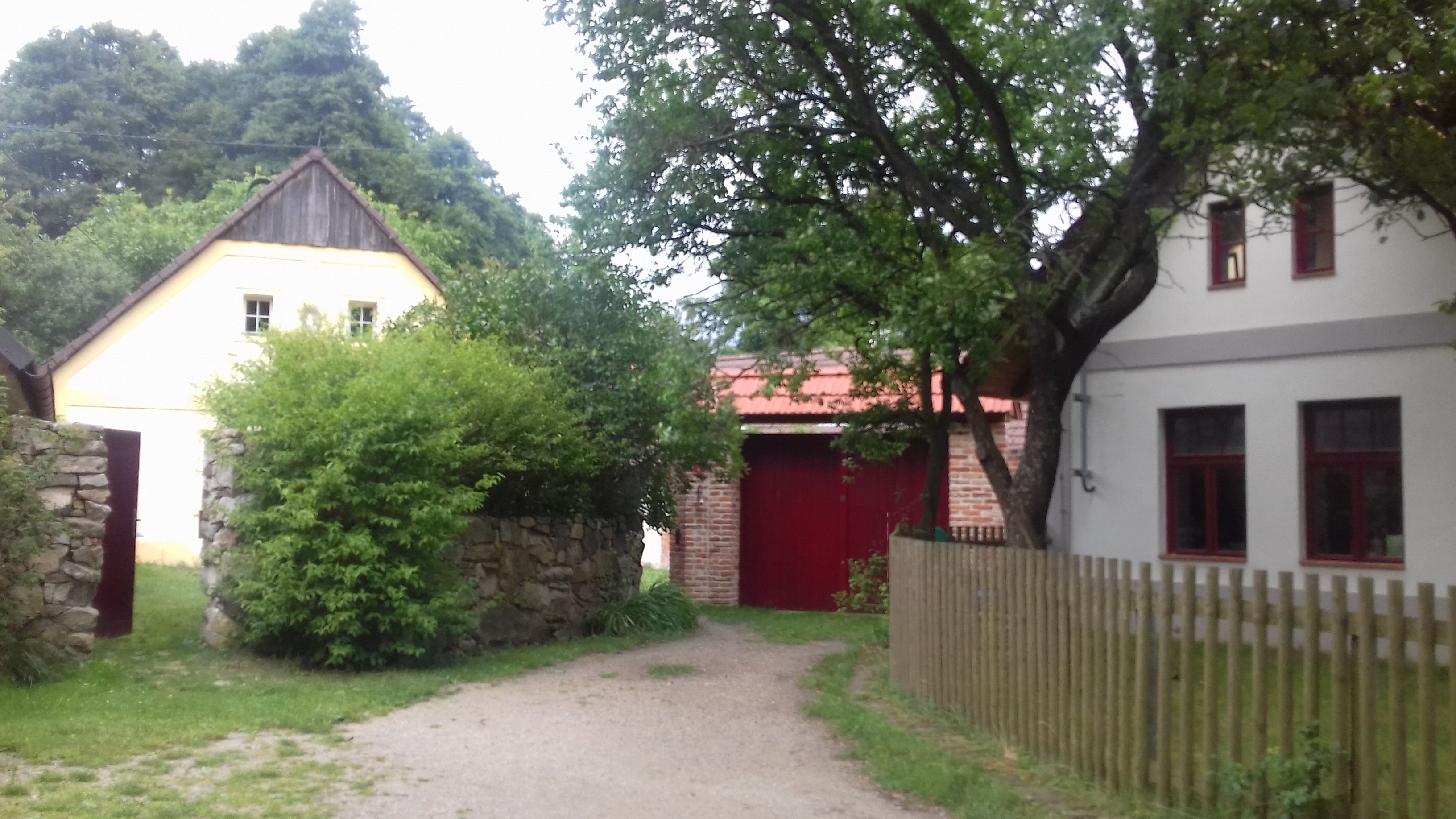
Huizen in het dorp (2017)
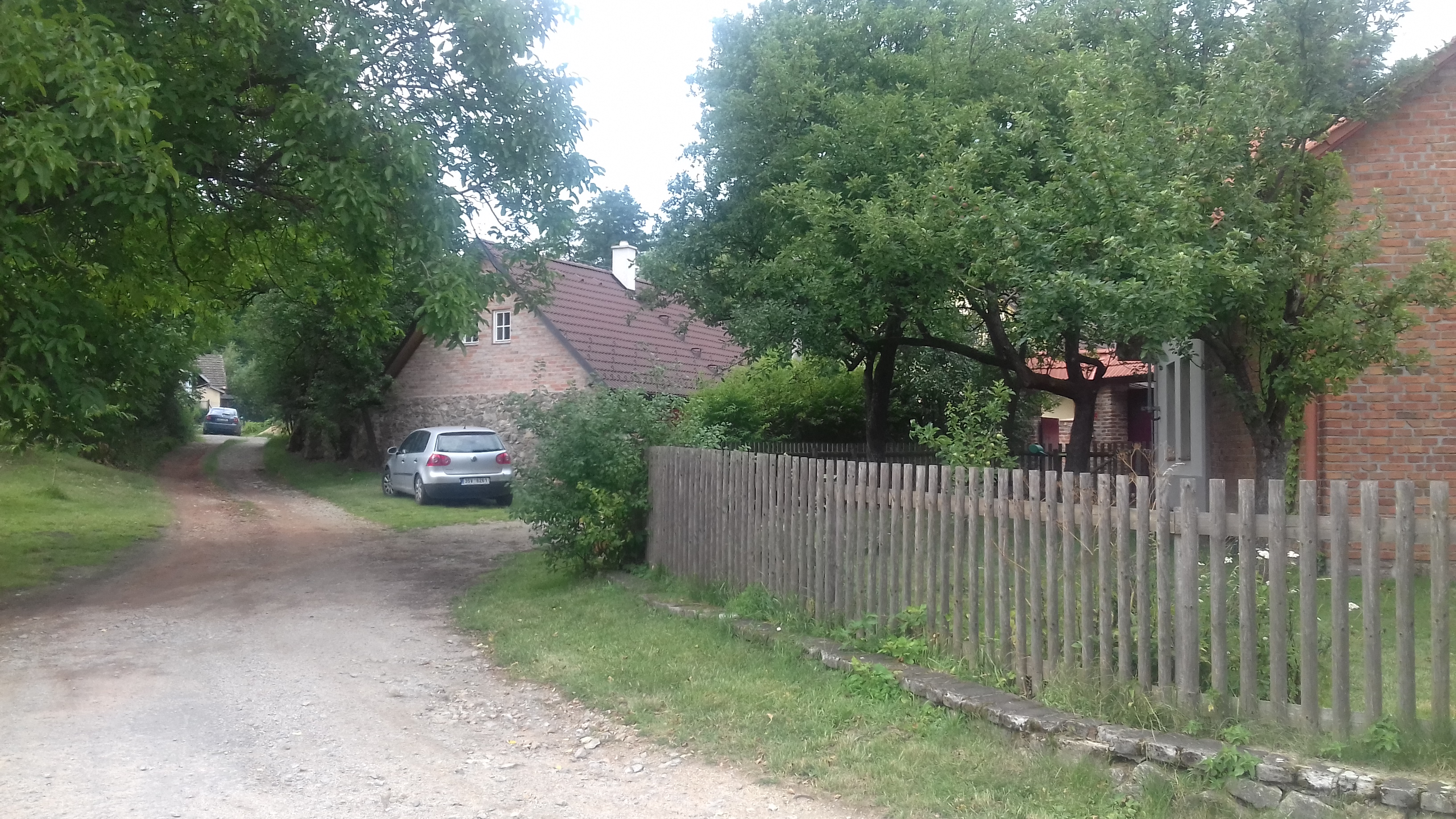
Straat in het dorp (2017)